# Kaj-Erik Eriksen
Kaj-Erik Eriksen (ur. 15 lutego 1979 w Vancouver) – kanadyjsko–amerykański aktor. Odtwórca roli Danny’ego Farrella w serialu USA Network 4400 (2004–2007).

## Życiorys
Urodził się i dorastał w Vancouver. Jego matka była pochodzenia szwedzkiego, a ojciec był pochodzenia duńskiego. Debiutował na małym ekranie w dramacie Po obietnicy (After the Promise, 1987) u boku Marka Harmona. Wystąpił w teledysku do piosenki Terence’a Trenta D’Arby’ego „Wishing Well” (1987). Jako dziecko był fanem serialu MacGyver, w którym pojawił się w 1988 w wieku dziewięciu lat. Mając 17 lat przeniósł się do Los Angeles i kontynuował karierę aktorską.

## Filmografia

### Filmy
- 2007: 88 minut jako Matt Wilner
- 2014: Oczy zła jako Seth
- 2012: Dzień dwunastu katastrof (TV) jako Aaron

### Seriale TV
- 1988: MacGyver jako Jacob Miller
- 1990: Niebezpieczna zatoka jako Stephen Walker / Michael
- 1990: MacGyver jako Tommy Wiley
- 1995: Czy boisz się ciemności? jako Zeke Matthews
- 1995: Gęsia skórka jako Billy Harlan
- 1996: Mroczne dziedzictwo jako Joseph Dawkins
- 1997: Podróż Allena Strange jako Billy
- 1998: Strażnik Teksasu jako Ted McGee
- 1998: Pan Złota Rączka jako Brian
- 1998: Podróż do Ziemi Obiecanej jako Kevin Neary
- 1998: Walka o przetrwanie jako Shane
- 1999–2001: Rekiny i płotki jako Carey Malone
- 2001: To niesamowite jako Inky
- 2001–02: Boston Public jako Jeremy Peters
- 2003: Prawdziwe powołanie jako Cole
- 2004: Star Trek: Enterprise jako Smike
- 2004–2007: 4400 jako Danny Farrell
- 2005: Agenci NCIS jako Frank Smith
- 2007: Zabójcze umysły jako Henry Frost
- 2009: Podkomisarz Brenda Johnson jako Adam Summers
- 2009: Lodowe tornado jako Eric
- 2011: Związki idealne jako chłopak
- 2015: Hell on Wheels: Witaj w piekle jako Kasjusz Młody
- 2016: Agenci NCIS: Los Angeles jako Mark Powell